# Урожайное (Амурская область)
Урожа́йное — село в Ромненском районе Амурской области России. Входит в состав Дальневосточного сельсовета.

## География
Село Урожайное расположено к юго-западу от районного центра Ромненского района села Ромны, автомобильная дорога идёт через Дальневосточное и Поздеевку, расстояние до райцентра — 62 км.
Расстояние до Поздеевки (станция Забайкальской железной дороги на Транссибе) — 18 км. Расстояние до административного центра Дальневосточного сельсовета села Дальневосточное — 8 км.
От села Урожайное на восток идёт дорога к посёлку Нагорный, на запад — к селу Переясловка.

## Население
| 2002 | 2010 | 2012 | 2013 | 2014 | 2015 | 2016 |
| ---- | ---- | ---- | ---- | ---- | ---- | ---- |
| 11   | ↘8   | →8   | ↘5   | ↘2   | →2   | ↗4   |
| 2017 | 2018 |      |      |      |      |      |
| →4   | →4   |      |      |      |      |      |

## Улицы
В селе имеются две улицы: Зелёная и Центральная.